# Wittgenstein-Preis

Pokal des Wittgenstein-Preises 2025 für Elly Tanaka

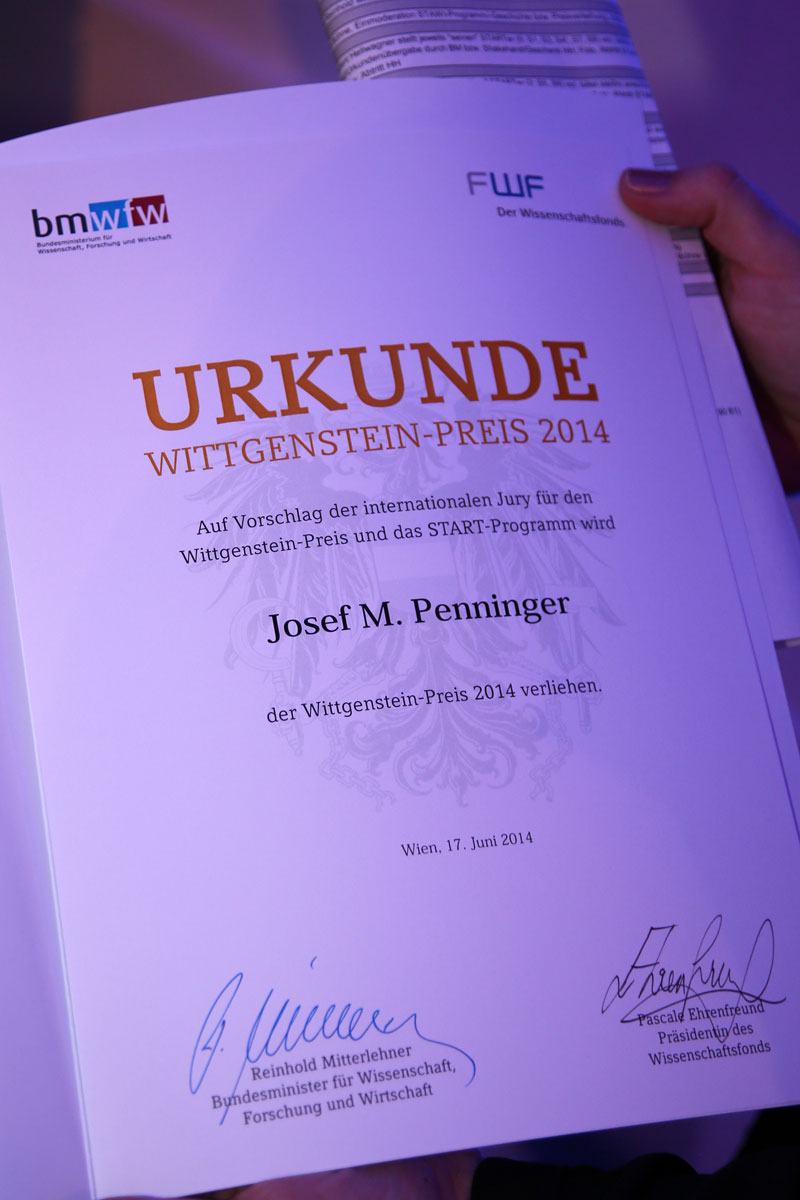
Urkunde der Wittgenstein-Preisverleihung für Josef Penninger

Der Wittgenstein-Preis ist der mit einem Preisgeld bis zu 1,9 Millionen Euro (Stand 2025) höchstdotierte Preis der Republik Österreich im Bereich der Wissenschaften, benannt nach dem österreichischen Philosophen Ludwig Wittgenstein.
Der Preis wurde 1996 vom damaligen Wissenschaftsminister Rudolf Scholten und dem Physiker Arnold Schmidt ins Leben gerufen und wird üblicherweise einmal jährlich vom Fonds zur Förderung der wissenschaftlichen Forschung (FWF) ausgeschrieben und vom Bundesministerium für Wissenschaft und Forschung vergeben.
Der Preis wird umgangssprachlich und medial auch als „österreichischer Nobelpreis“ oder „Austro-Nobelpreis“ bezeichnet.

## Kriterien und Vergabemodalitäten
Für eine Auszeichnung mit dem Wittgenstein-Preis kommen nur Wissenschaftler, die von Vorschlagsberechtigten vorgeschlagen werden, infrage. Es gibt keine Quotenbeschränkung auf einzelne Wissenschaftsdisziplinen. Nominiert werden können nur in Österreich tätige Forscher, deren Herkunft und Nationalität aber beliebig ist. Der Preis wird einmal jährlich, in manchen Jahren zweimal, vergeben.
Der Preis ist mit bis zu 1,9 Millionen Euro (Stand 2025) dotiert. Den Betrag kann der Preisträger als Fördermittel im Laufe von fünf (verlängerbar auf sechs) Jahren relativ frei für Forschungszwecke ausgeben.
Der Preis orientiert sich stark an dem in Deutschland vergebenen Gottfried-Wilhelm-Leibniz-Preis, die Auswahl des Preisträgers wird allerdings von einer unabhängigen Jury vorgenommen. Diese setzt sich aus 14 internationalen Wissenschaftlern zusammen, die aus renommierten Forschungsstätten und -instituten – beispielsweise der Harvard-Universität oder dem Massachusetts Institute of Technology – stammen.
Gemeinsam mit dem Wittgensteinpreis vergibt dieselbe Jury auch jährlich den Start-Preis. 2025 vergab der FWF erstmals die FWF-ASTRA-Preise mit einem Fördervolumen von je rund einer Million Euro an 18 Wissenschaftler.

### Gottfried und Vera Weiss-Preis
Seit 2014 wird jährlich abwechselnd in den Bereichen Meteorologie und Anästhesie der von der Dr. Gottfried und Dr. Vera Weiss Wissenschaftsstiftung finanzierte Weiss-Preis ausgeschrieben. Die Stiftung geht auf den Meteorologen Gottfried Weiss (1926–2000) und seine Frau, die Anästhesistin Vera Weiss (1926–2013), zurück. Preisträger waren:
- 2014: Kay Helfricht, Institut für Interdisziplinäre Gebirgsforschung[6][3][7]
- 2015: Klaus Ulrich Klein, Anästhesie, Universitätsklinik Wien[8]
- 2016: Alexander Gohm, Institut für Atmosphären- und Kryosphärenwissenschaften, Universität Innsbruck[9][10]
- 2017: Kai Kummer (Medizinische Universität Innsbruck)[11]
- 2018: Christoph Spötl, Institut für Geologie, Universität Innsbruck[5]
- 2020: Andreas Stohl, Institut für Meteorologie und Geophysik, Universität Wien[12]
- 2022: Vito Giordano, Anästhesie, Universitätsklinik für Kinder- und Jugendheilkunde, Medizinische Universität Wien[13]
- 2024: Ottokar Stundner, Anästhesie, Medizinische Universität Innsbruck[14]

## Preisträger
Quelle:
- 1996: Erwin Friedrich Wagner – Forschungsinstitut für Molekulare Pathologie, Wien
- 1996: Ruth Wodak – Institut für Sprachwissenschaften, Universität Wien
- 1997: Erich Gornik – Institut für Festkörperelektronik, Technische Universität Wien
- 1997: Antonius Matzke und Marjori Matzke – Institut für Molekularbiologie, Österreichische Akademie der Wissenschaften
- 1998: Georg Gottlob – Institut für Informationssysteme, Technische Universität Wien
- 1998: Walter Schachermayer – Institut für Statistik, Operations Research und Computerverfahren, Universität Wien
- 1998: Peter Zoller – Institut für Theoretische Physik, Leopold-Franzens-Universität, Innsbruck
- 1999: Kim Ashley Nasmyth – Forschungsinstitut für Molekulare Pathologie, Wien
- 2000: Andre Gingrich – Institut für Ethnologie, Kultur- und Sozialanthropologie, Universität Wien
- 2000: Peter Markowich – Institut für Mathematik, Universität Wien
- 2001: Meinrad Busslinger – Forschungsinstitut für Molekulare Pathologie, Wien
- 2001: Heribert Hirt – Department für Pflanzenmolekularbiologie, Universität Wien
- 2002: Ferenc Krausz – Institut für Photonik, Technische Universität Wien
- 2003: Renée Schroeder – Institut für Mikrobiologie und Genetik, Universität Wien
- 2004: Walter Pohl – Forschungsstelle für Geschichte des Mittelalters, Österreichische Akademie der Wissenschaften
- 2005: Barry J. Dickson –  Forschungsinstitut für Molekulare Pathologie, Wien
- 2005: Rudolf Grimm – Institut für Experimentalphysik, Universität Innsbruck
- 2006: Hannes-Jörg Schmiedmayer – TU Wien
- 2007: Christian Krattenthaler – Fakultät für Mathematik, Universität Wien
- 2007: Rudolf Zechner – Institut für Molekulare Biowissenschaften, Universität Graz
- 2008: Markus Arndt – Fakultät für Physik, Universität Wien
- 2009: Jürgen Knoblich – Institut für Molekulare Biotechnologie, Wien
- 2009: Gerhard Widmer – Institut für Computational Perception, Universität Linz
- 2010: Wolfgang Lutz – Internationales Institut für angewandte Systemanalyse und Vienna Institute of Demography der Österreichischen Akademie der Wissenschaften und Department für Sozioökonomie, Wirtschaftsuniversität Wien
- 2011: Gerhard J. Herndl – Department für Meeresbiologie, Fakultät für Lebenswissenschaften, Universität Wien
- 2011: Jan-Michael Peters – Forschungsinstitut für Molekulare Pathologie, Wien
- 2012: Thomas Henzinger – ISTA
- 2012: Niyazi Serdar Sarıçiftçi – Institut für Physikalische Chemie und Institut für Organische Solarzellen, Universität Linz
- 2013: Ulrike Diebold – Institut für Angewandte Physik, TU Wien
- 2014: Josef Penninger – Institut für Molekulare Biotechnologie (IMBA), Wien
- 2015: Claudia Rapp[3] – Institut für Byzantinistik und Neogräzistik der Universität Wien
- 2016: Peter Jonas – ISTA
- 2017: Hanns-Christoph Nägerl – Institut für Experimentalphysik, Universität Innsbruck
- 2018: Herbert Edelsbrunner – ISTA und Ursula Hemetek – Institut für Volksmusikforschung und Ethnomusikologie an der Universität für Musik und darstellende Kunst Wien[16]
- 2019: Philipp Ther – Institut für Osteuropäische Geschichte, Universität Wien, und Michael Wagner – Department für Mikrobiologie und Ökosystemforschung, Universität Wien[17][18]
- 2020: Adrian Constantin – Fakultät für Mathematik, Universität Wien[19]
- 2021: Monika Henzinger – Universität Wien[20]
- 2022: Christa Schleper – Universität Wien[21]
- 2023: Hans J. Briegel – Universität Innsbruck[22]
- 2024: Jiří Friml – Institute of Science and Technology Austria[23][24]
- 2025: Elly Tanaka – Institut für Molekulare Biotechnologie[1]